# 514
514 (DXIV, na numeração romana) foi um ano comum do século VI do Calendário Juliano, da Era de Cristo, teve início a uma Quarta-feira e terminou também a uma Quarta-feira, e a sua letra dominical foi E (52 semanas).
| Ano completo                        |
| ----------------------------------- |
| Ano comum com início à quarta-feira |

## Eventos
- 20 de Setembro - Eleição do Papa Hormisda.

## Mortes
- 19 de Julho - Papa Símaco